# Snov
Snov (rusky Снов, ukrajinsky Снов) je řeka v Černihivské oblasti na Ukrajině a v Brjanské oblasti v Rusku. Je 253 km dlouhá. Povodí má rozlohu 8700 km².

## Průběh toku
Ústí zprava do Děsny (povodí Dněpru).

## Vodní stav
Zdrojem vody jsou převážně sněhové srážky. Průměrný průtok vody ve vzdálenosti 82 km od ústí činí 24 m³/s. Zamrzá v listopadu až na začátku ledna a rozmrzá v březnu až na začátku dubna.

## Využití
Na dolním toku je možná vodní doprava.